# Diocèse de Galle
Le diocèse de Galle est une circonscription ecclésiastique de l’Église catholique au Sri Lanka (le Sri Lanka s'appelait anciennement Ceylan). Érigé en 1893 et confié aux jésuites belges, il comprend aujourd’hui les districts civils méridionaux de l’île de Sri Lanka: Galle, Matara et Hambantota. Avec la nomination de Anthony de Saram en 1965, le diocèse est entièrement entre les mains du clergé diocésain.

## Éléments d’histoire
Au XVIe siècle des communautés chrétiennes sont établies par des missionnaires portugais le long des côtes méridionales et septentrionales de l’île de Sri Lanka. Les Portugais sont chassés de Ceylan par les Hollandais en 1656 et les prêtres expulsés. Les catholiques connaissent alors une période de persécutions. Un prêtre de l’Oratoire originaire de Goa, Joseph Vaz, visite clandestinement les communautés catholiques de l’île, prodiguant les sacrements et soutenant les catholiques dans leur foi.
Au début du XVIIIe siècle, le contrôle progressif des différentes parties de l’île par l’East India Company permet un retour à la liberté religieuse. En 1847, un vicariat apostolique du ‘Ceylan méridional’ est créé, comprenant les provinces du sud: du pied des collines de Utuwankanda aux villages de la côte. Le vicariat, aux paysages très variés et contrastés devient diocèse en 1893. Celui-ci est confié aux jésuites belges et Joseph Van Reeth en est le premier évêque. En 1939 les jésuites italiens de la Province de Naples prennent la relève.
En 1995 le diocèse est divisé en deux avec la création du diocèse de Ratnapura (en).

## Aujourd’hui
L'actuel diocèse de Galle couvre une zone géographique ayant une superficie de 5493 km, comprenant les districts civils de Galle, Matara et Hambantota. 28 prêtres (24 diocésains et quatre religieux) servent dans 12 paroisses (pour 9000 catholiques) et autres institutions éducatives.
94 religieuses appartenant à une dizaine de congrégations religieuses différentes œuvrent dans des institutions caritatives ou éducatives. Une communauté religieuse est de vocation contemplative et est affiliée à l’Ordre du Carmel.

## Évêques de Galle
- 1893-1923: Joseph Van Reeth, jésuite (consacré évêque en 1895)
- 1923-1934: Gaston Robichez, évêque de Trincomalee est Administrateur apostolique
- 1934-1964: Nicolas Laudadio, jésuite, démissionnaire
- 1965-1982: Anthony de Saram
- 1982-1995: Sylvester Wewitavidanelage, démissionnaire
- 1995-2004: Elmo Perera démissionnaire
- 2005-2009: Harold Anthony Perera, (transféré au diocèse de Kurunegala)
- 2011-    : Raymond Wickramasinghe